# Río Huarocondo
Der Río Huarocondo ist ein 23,5 km langer linker Nebenfluss des Río Urubamba in den Provinzen Anta und Urubamba der Region Cusco im Andenhochland von Südost-Peru.

## Flusslauf
Der Río Huarocondo entsteht am Zusammenfluss von Río Pitumayu und Río Cachimayo 5 km westlich der Provinzhauptstadt Anta auf einer Höhe von etwa 3319 m. Einschließlich dem linken Quellfluss Río Pitumayu beträgt die Gesamtlänge 49 km. Dieser entspringt  im äußersten Westen des Distrikts Ancahuasi. Der Huarocondo durchquert eine Hochebene in nördlicher Richtung. Dabei treffen von links und von rechts Kanäle auf den Fluss. Bei Flusskilometer 18 passiert er die am westlichen Flussufer gelegene Kleinstadt Huarocondo. Anschließend verläuft der Fluss durch ein enges Tal in nördlicher Richtung und mündet schließlich bei der Ortschaft Pachar in den nach Westen strömenden Río Urubamba. Die Mündung befindet sich auf einer Höhe von etwa 2830 m knapp 12 km westnordwestlich der Provinzhauptstadt Urubamba.

## Einzugsgebiet
Der Río Huarocondo entwässert ein Areal von etwa 755 km². Das Einzugsgebiet liegt in den Provinzen Anta und Urubamba. Im Nordosten des Einzugsgebietes befinden sich die Seen Lago Piuray und Lago Huaypo. Im Nordwesten erhebt sich die Cordillera Vilcabamba. Das Einzugsgebiet des Río Huarocondo grenzt im Osten an das des Río Huatanay, im Süden und im Westen an das des Río Apurímac sowie im Norden an das des oberstrom und unterstrom gelegenen Río Urubamba.